# Stenolicmus
Stenolicmus là một chi cá trong họ Trichomycteridae. Chúng thường được tìm thấy ở vùng biển Nam Mỹ.

## Các loài
Hiện tại có 2 loài được ghi nhận:
- Stenolicmus ix Wosiacki, Coutinho & de Assis Montag, 2011
- Stenolicmus sarmientoi de Pinna & W. C. Starnes, 1990